# Episodi de Il supermercato più pazzo del mondo (prima stagione)
La prima stagione della serie televisiva Il supermercato più pazzo del mondo è stata trasmessa in anteprima in Canada dalla CTV Television Network tra il 2 ottobre 1985 e il 12 marzo 1986.
| nº | Titolo originale               | Titolo italiano | Prima TV Canada  | Prima TV Italia |
| -- | ------------------------------ | --------------- | ---------------- | --------------- |
| 1  | No Security in Security        |                 | 2 ottobre 1985   |                 |
| 2  | Labor and Other Relations      |                 | 9 ottobre 1985   |                 |
| 3  | No Cause for Alarm             |                 | 16 ottobre 1985  |                 |
| 4  | X-Ray Marks the Spot           |                 | 23 ottobre 1985  |                 |
| 5  | Everyone's a Winner            |                 | 30 ottobre 1985  |                 |
| 6  | Seven Days Make One Week       |                 | 6 novembre 1985  |                 |
| 7  | A Rosenbloom by Any Other Name |                 | 13 novembre 1985 |                 |
| 8  | ...Or Get Off the Pot          |                 | 20 novembre 1985 |                 |
| 9  | Phantom of the Market          |                 | 27 novembre 1985 |                 |
| 10 | Car Pool                       |                 | 4 dicembre 1985  |                 |
| 11 | Love on Sale                   |                 | 11 dicembre 1985 |                 |
| 12 | Skip to the Loo                |                 | 18 dicembre 1985 |                 |
| 13 | Love Is a Many Splendored Alf  |                 | 8 gennaio 1986   |                 |
| 14 | Supermarket Superbowlers       |                 | 15 gennaio 1986  |                 |
| 15 | Otherwise Engaged              |                 | 22 gennaio 1986  |                 |
| 16 | Dog Day After Dark             |                 | 1º febbraio 1986 |                 |
| 17 | Banzai!                        |                 | 8 febbraio 1986  |                 |
| 18 | Store Wars                     |                 | 29 gennaio 1986  |                 |
| 19 | My Darling Serpentine          |                 | 19 febbraio 1986 |                 |
| 20 | Edna's New Friend              |                 | 26 febbraio 1986 |                 |
| 21 | Jack Be Numbskull              |                 | 5 marzo 1986     |                 |
| 22 | Sex Appeal                     |                 | 12 marzo 1986    |                 |